# Macromalocera sinuaticollis
Macromalocera sinuaticollis is een keversoort uit de familie kniptorren (Elateridae). De wetenschappelijke naam van de soort is voor het eerst geldig gepubliceerd in 1890 door Blackburn.